# Gonopode
Een gonopode is een uit de poten omgevormd spermakanaal bij mannelijke exemplaren van geleedpotige dieren. Het gaat om dieren uit verschillende groepen, zoals kreeftachtigen en insecten.